# Panurginus nigripes
Panurginus nigripes là một loài Hymenoptera trong họ Andrenidae. Loài này được Morawitz mô tả khoa học năm 1880.